# Kostel svatého Šimona a Judy (Lipová)
Kostel svatého Šimona a Judy (německy Kirche des Heiligen Simon und Juda) je římskokatolický děkanský kostel, tvořící výraznou dominantu obce Lipová. První kostel stál ve vsi před rokem 1446, současný barokní svatostánek postavil v letech 1691–1695 na místě staršího kostela neustadtský stavitel Balthasar Hille. Dílčí stavební úpravy proběhly v 18. století. Roku 1926 byl kostel povýšen na děkanský a od roku 1958 je chráněn jako kulturní památka České republiky. V letech 2014–2015 prošel rozsáhlou rekonstrukcí.
Jednolodní stavbu na půdorysu latinského kříže zakončuje trojboký presbytář a navazující věž vysoká 27 metrů. Kostel je dlouhý 40 metrů, loď je široká 10 metrů a zdi jsou vysoké 8 metrů. Průčelí dominuje volutový štít a pískovcový znak hraběnky Marie Margarethy Slavatové (1643–1698) a jejího chotě Jana Jiřího Slavaty (1634/1637–1689). Ve věži je osazen zvon Maria pocházející z roku 1512, který jako jediný přežil válečné rekvizice. Hlavní oltář z roku 1839 s ukřižovaným Kristem a dvěma anděly pochází z dílny drážďanského dvorního sochaře Franze Pettricha (1770–1844) a jeho zetě Christopha Neuhäusera. Na kůru s dvoupatrovými rameny se nachází dvacetirejstříkové varhany z roku 1902 od bratří Riegerů z Krnova. Půda slouží jako galerie.
Kolem kostela se rozprostírá hřbitov se zchátralou márnicí, který sloužil do roku 1875. Barokní budova fary, postavená v letech 1717–1720 místním stavitelem Zachariasem Hoffmannem (1678–1754), se nedochovala.

## Historie

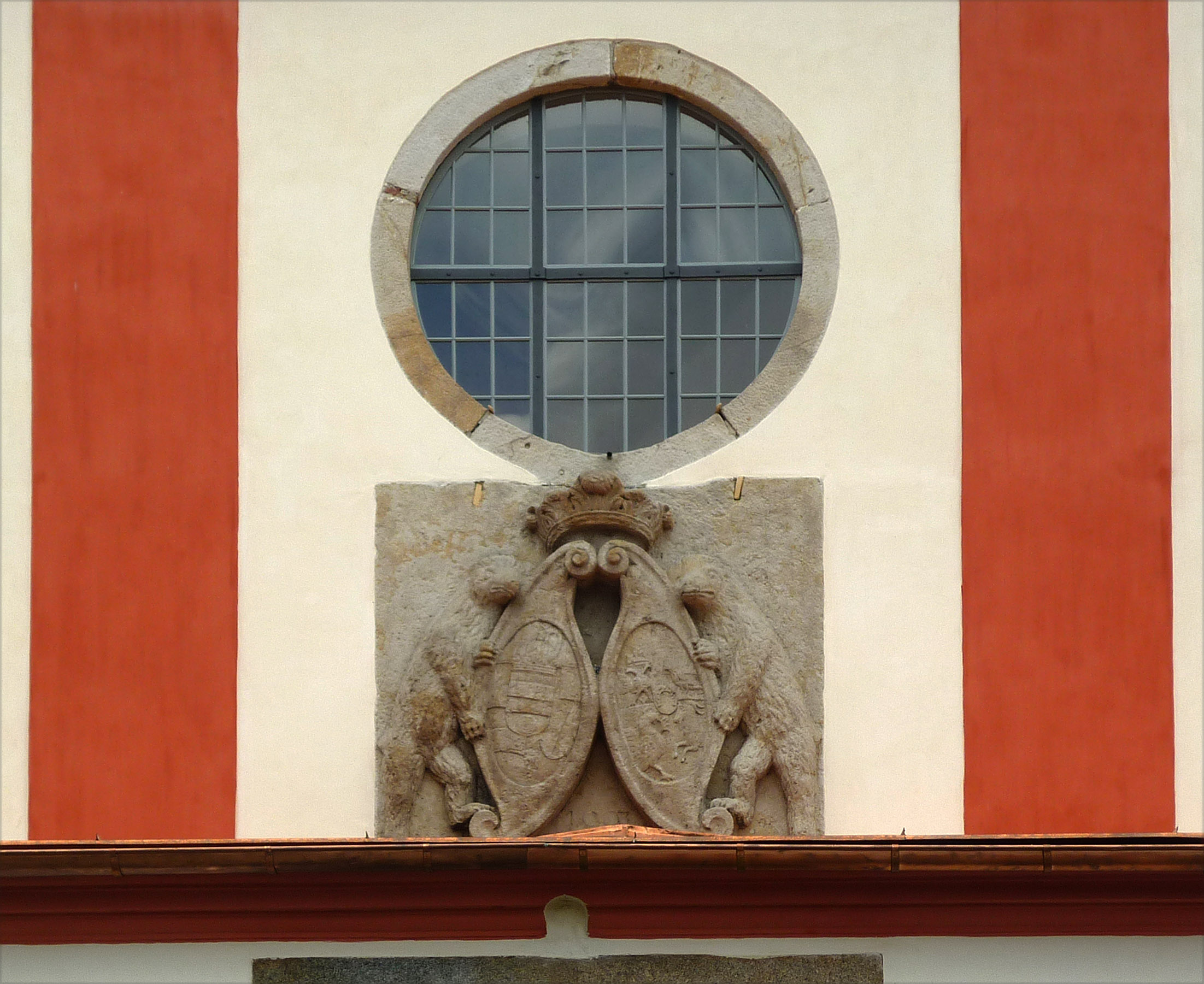
Detail erbu a rozety v průčelí

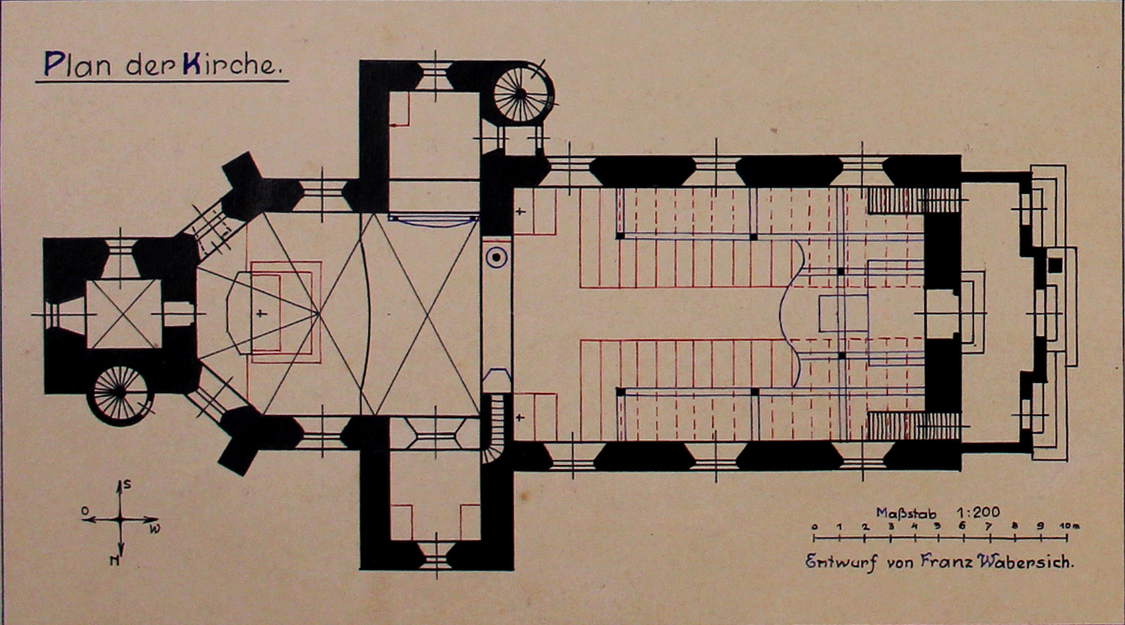
Půdorys kostela

Písemné prameny poprvé zmiňují kostel ve vsi Lipová roku 1446, místní farnost tak patří k nejstarším ve Šluknovském výběžku. V této době spadal pod děkanát v Budyšíně a biskupství v Míšni, kam odváděl roční poplatek 2,5 marky. Lipovská farnost tehdy spravovala dva filiální kostely, a to v Brtníkách a v saském Steinigtwolmsdorfu. Podobu původního kostela žádné prameny nezmiňují. V následujících staletích vzrostl význam lipovského kostela, protože ves byla od 16. století sídlem vrchnosti. Farnost tak byla nepřetržitě obsazena farářem i v dobách, kdy se okolní vesnice potýkaly s nedostatkem duchovních. Během reformace patřil pod lipovskou správu také saský Wehrsdorf, ze kterého vedla ke kostelu tzv. Wehrsdorfská kostelní stezka (německy Wehrsdorfer Kirchsteig). Během třicetileté války a po jejím skončení až do plné rekatolizace vsi v roce 1667 panovaly velké zmatky v obsazování farnosti. Střídali se tu katoličtí a protestantští duchovní, kteří spravovali i další farnosti v okolí. Roku 1674 zřídila vrchnost při lipovském kostele místo kaplana, první byl však jmenován až roku 1707.
V letech 1691–1695 nechala hraběnka Marie Margaretha Slavatová, rozená Trautsonová (1643–1698) postavit nový kostel zasvěcený svatým Šimonovi a Judovi, který se bez zásadnějších úprav dochoval do současnosti. Stavbu v hodnotě 4 000 říšských tolarů vedl zednický mistr Balthasar (Balzer) Hille ze saského Neustadtu, jehož jméno je uvedeno na jednom ze stavebních kamenů. Krovy zhotovil tesařský mistr Hans Zimmer ze sousedního Velkého Šenova. Jako základ pro nový barokní kostel posloužily zdi starého, snad ještě gotického svatostánku, zvýšené o dva lokte. K nim přibyla nová klenba presbytáře, střecha a věž. Stavba probíhala velmi rychle, protože již 19. ledna 1693 kostel přivítal první svatebčany. Práce na kostelní věži skončily až 15. května 1695, kdy klempířský mistr Michael Weigel z Budyšína osadil báň a pozlacený kříž. Do báně byly při té příležitosti uloženy pamětní písemnosti. Většina vnitřního vybavení se pravděpodobně zachovala z předchozího gotického kostela a k postupné výměně došlo až v průběhu 19. století. Před průčelí kostela přibyla v 18. století předsíň a roku 1781 se dočkala úpravy věž. Patronát nad kostelem a financování oprav zajišťovali majitelé lipovského panství, Slavatové a později Salm-Reifferscheidtové.
Čtyři novější zvony musela farnost během první světové války odevzdat pro válečné účely, ve věži tak zůstal pouze nejstarší z roku 1512. Nové zvony pořídili obyvatelé obce v roce 1922. Roku 1926 byla farnost povýšena na děkanství. Po prvorepublikové pozemkové reformě zanikl patronát lipovského panství nad kostelem a pro další opravy proto muselo děkanství hledat jiné zdroje. Rozsáhlou rekonstrukci střechy v létě roku 1936 proto financovala obec. V roce 1942 podlehly čtyři, tehdy dvacet let staré zvony válečným rekvizicím.
Druhá světová válka a následné vysídlení většiny původních obyvatel obce Lipová přerušily většinu tradic spojených s kostelem, zejména velikonoční jízdy, prosebná procesí či oslavy významných církevních svátků. O kostel v poválečném období pečovala hrstka farníků, přesto však celkově chátral. Rekonstrukce, která jej zachránila před zkázou, se dočkal až na počátku 90. let 20. století. Uskutečnil ji místní administrátor P. Václav Horniak (* 1952) spolu s lipovským rodákem P. Hansem Pietschmannem (1929–2015) za finanční podpory bývalých lipovských občanů ze zahraničí, především Hermanna Nadlera (1923–2016) a Klemense Grasera (* 1923).
Zatím poslední rozsáhlá rekonstrukce začala v květnu 2014 a skončila v říjnu 2015. Při stavebních úpravách byl objektu navrácen historický vzhled odpovídající době výstavby. Opravou prošla fasáda, dále podlahy, okna a krovy, vyměněna byla střešní krytina kostelní lodi a také věže, která se ocitla v havarijním stavu. Na půdě vznikla veřejnosti přístupná galerie. Zhotovitelem stavby se stala firma Siops ze sousedního Vilémova. Celkové náklady na opravu měly původně činit téměř 8 milionů korun, nakonec se však vyšplhaly na 10,5 milionu korun. Významný podíl tvořila dotace z ROP Severozápad. Slavnostní svěcení (benedikace) kostela se konalo u příležitosti státního svátku dne 28. října 2015, mši svatou sloužil 20. litoměřický biskup Jan Baxant. Program doplnil večerní koncert Rumburského komorního orchestru, vedeného Patrikem Englerem, a slavnostní rozsvěcení kostela.
Kostel je ve vlastnictví Římskokatolické farnosti – děkanství Lipová a od roku 1958 patří mezi kulturní památky. Ze Šluknova jej excurrendo spravuje A.R.D. Pavel Procházka. Pravidelné bohoslužby s nedělní platností slouží v sobotu od 16.00 (zimní čas) a od 17.00 (letní čas). Poutní mše připadá na svátek svatých Šimona a Judy (28. říjen). Chrám je po poslední rekonstrukci významným kulturním střediskem obce, často se zde konají koncerty, zejména vážné hudby. Od roku 1991 se v kostele schází lipovští rodáci odsunutí po druhé světové válce.

## Popis

### Exteriér
Jednolodní orientovanou chrámovou stavbu na půdorysu latinského kříže ukončuje pětiboký presbytář. Na něj navazuje hranolová věž, severní stěnu doplňuje obdélná sakristie a jižní stěnu obdélná patrová kaple s válcovou nárožní vížkou. Fasáda je čistě bílá a člení ji červené lizény. Průčelí zdobí lizénové rámce, rozeta a pískovcové erby hraběnky Marie Margarethy a jejího manžela Jana Jiřího Slavaty (1634/1637–1689), které nesou dva medvědi. Volutový štít, členěný kamennými římsami, doplňuje menší rozeta a hodiny. Do předsíně vedou tři obdélníkové vchody. Naproti hlavním dveřím je vstup do kostelní lodi, naproti bočním vchodům se nachází schody vedoucí na emporu. Většinu oken ukončuje lomený oblouk. Mohutnou, 27 metrů vysokou věž s hodinami a okny různých tvarů, zastřešuje typická barokní báň. Zakončuje ji 2,2 metru vysoká replika původního kříže, jehož originál je uložen v galerii na půdě kostela. Pata věže leží v nadmořské výšce 373 m. Až do zvonice vede celkem 70 schodů. Při poslední rekonstrukci nahradily pálené tašky dřívější vláknocementové šablony. Od října 2015 je kostel ve večerních a nočních hodinách zvenku nasvícen.

### Interiér

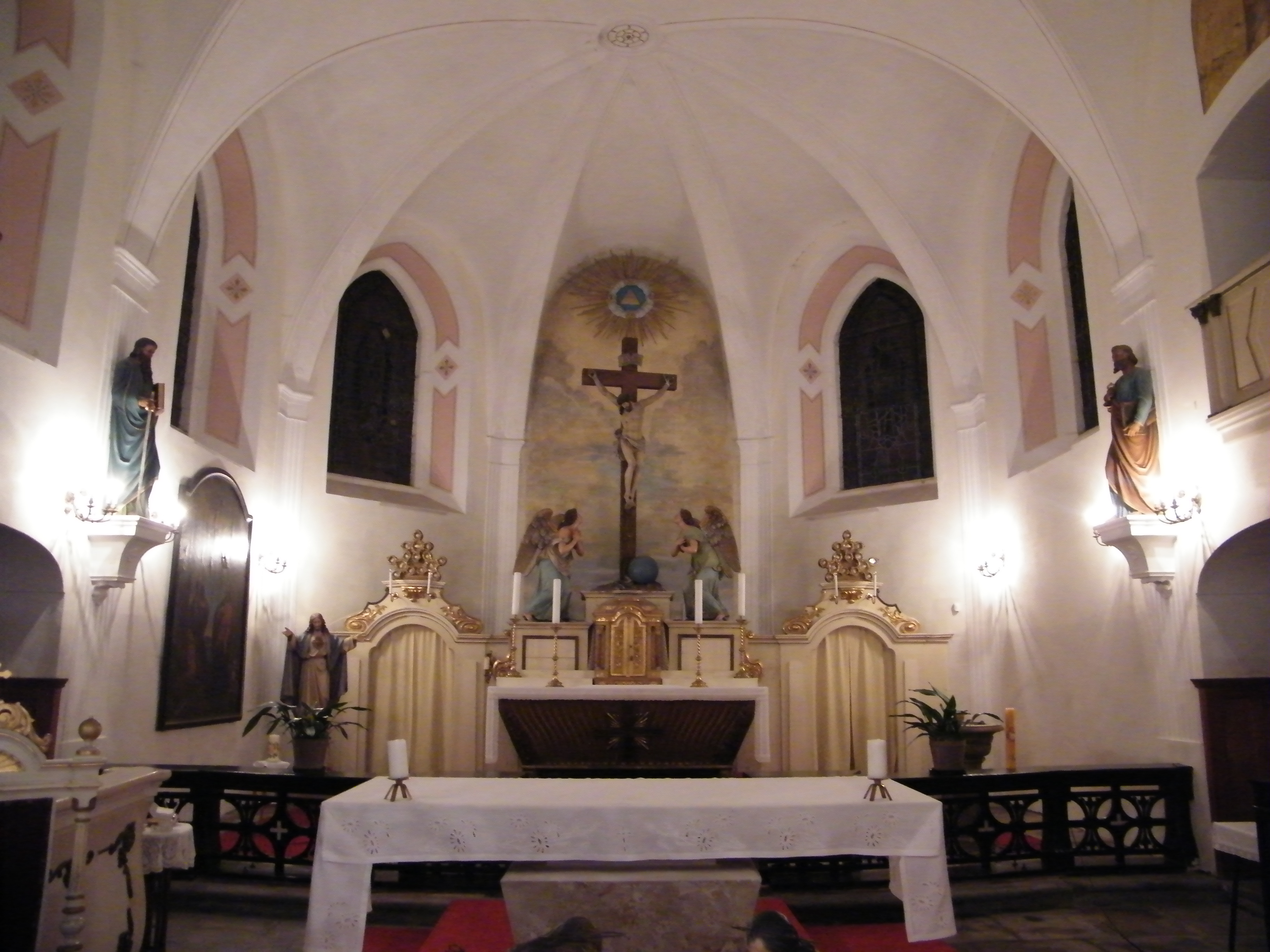
Presbytář kostela s hlavním oltářem (2017)

Strop kostelní lodi je plochý. Presbytář zaklenuje jedno pole křížové klenby, kaple a sakristie mají klenbu valenou. Dřevěná empora je třístranná, na bočních stěnách dvoupatrová. Pozdně klasicistní hlavní oltář s dřevěnými sochami Krista na kříži a dvěma modlícími se anděly stojící při východní zdi vytvořil roku 1839 saský dvorní sochař Franz Pettrich (1770–1844) spolu se svým zetěm Christophem Neuhäuserem z Jítravy. Na podstavcích vystupujících ze zdí presbytáře stojí proti sobě sochy apoštolů Petra a Pavla. Ostatní vybavení kostela pochází vesměs z první poloviny 19. století a bylo později upravováno. Obraz svatých Šimona a Judy na severní stěně presbyteria pochází z původního hlavního oltáře a jako takový ještě ve 20. letech 20. století visel na stěně za křížem hlavního oltáře. V presbytáři se nachází pět vitrážových oken, jež věnovali kostelu významní rodáci lipovské farnosti. Od severu směrem k jihu zobrazují svatého Václava, kterého roku 1900 daroval pomocný biskup pražské arcidiecéze Wenzel Frind (1843–1932), dále svatého Antonína Paduánského, dar opata oseckého kláštera Salesia Mayera (1816–1876), Pannu Marii s Jezulátkem a svatého Josefa z roku 1893 od Wenzela Frinda a konečně svatého Jana Nepomuckého z roku 1899 od bývalého starosty Johanna Noacka (1835–1899). Prostor kněžiště od lodi odděluje dřevěná oltářní mřížka.
Dřevěná kazatelna umístěná při severní zdi je přístupná schodištěm ze sakristie. Nachází se na ní vyřezávané sošky Spasitele a čtyř evangelistů. Naproti kazatelně stojí křtitelnice a za ní visí plastika znázorňující Krista visícího na kříži s Pannu Marií u jeho nohou. V prostoru kostelní lodě jsou umístěny dva boční oltáře – severnější je zasvěcen svaté Anně, jižnější Panně Marii. Na tento postranní oltář býval ve vánoční době umísťován betlém a během Velikonoc tam byl zřizován Boží hrob. Půda po poslední rekonstrukci slouží jako galerie.

### Varhany
Nejstarší varhany současného kostela, postavené v letech 1697–1699, pocházely z dílny českokamenického varhanáře Tobiase Flecka staršího (1618–1698). Malý nástroj měl šest rejstříků a pedál. Při úpravách kostela zakoupila farnost v roce 1784 starší sedmnáctirejstříkové varhany s manuálem a pedálem. Z Prahy je přivezli místní sedláci. Ty ovšem v roce 1836 dosloužily, nahradily je proto nové z dílny liboucheckého varhanáře Franze Fellera (1787–1843). Svým provedením i počtem rejstříků (sedm v hlavním stroji, pět v pozitivu a tři v pedále) se nástroj shodoval s o rok mladšími dochovanými varhany v kunratickém kostele Povýšení svatého Kříže. Současné varhany s pneumatickou trakturou dodala v roce 1902 krnovská dílna bratří Riegerů. Nástroj disponuje dvaceti rejstříky ve dvou manuálech a v pedále. Jejich pořízení stálo 8 280 korun.

### Zvony

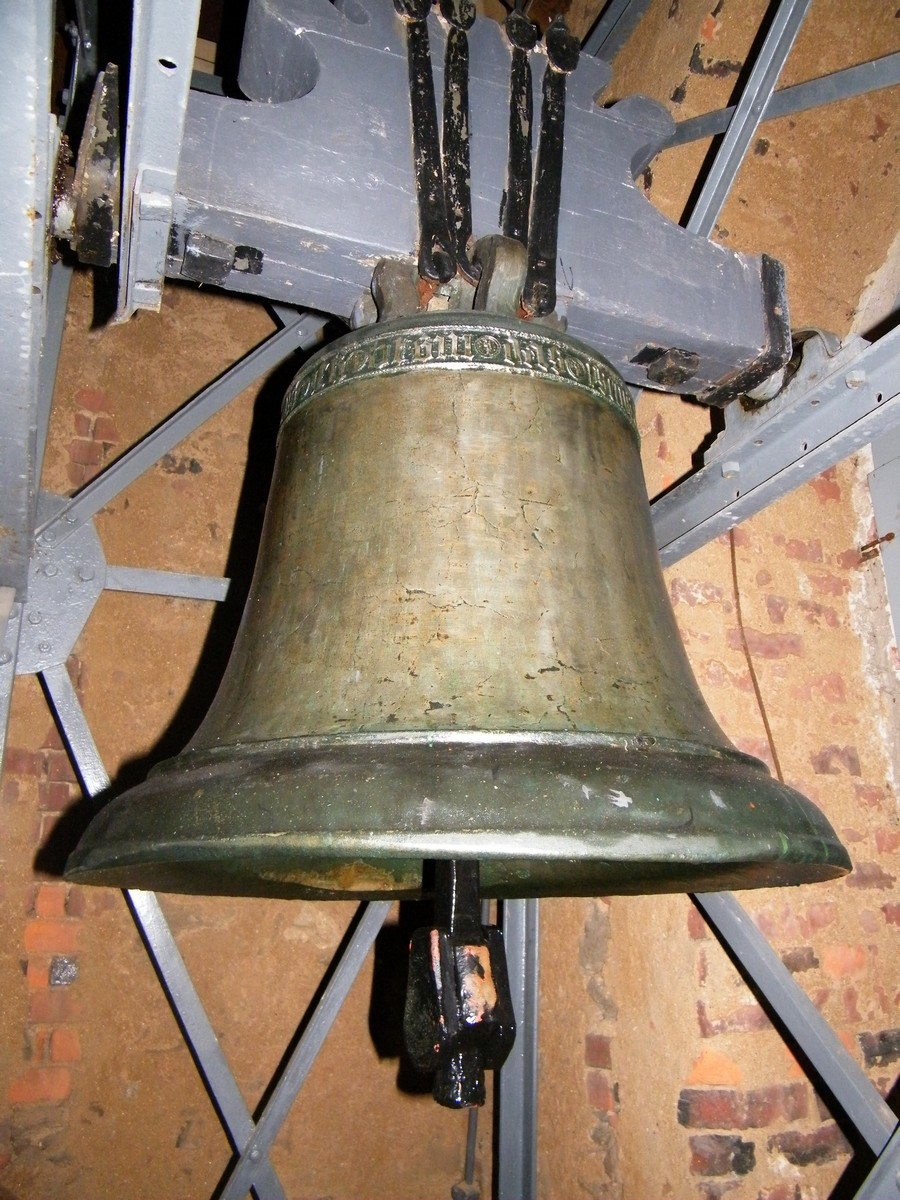
Zvon Maria

Ve věži visí pouze jediný zvon. Pochází z roku 1512, nese jméno Maria, váží přibližně 400 kilogramů a vyzváněl ještě v předchozím kostele. Dochovaný německý nápis doslovně říká: „hilf gott maria perot was ich begin das es ein g I CCCCC XII iar“, což znamená „Hilf Gott und Maria beraten, dass alles, was ich beginne, ein gutes Ende gewinne“ (česky „Dopomáhej Bůh a Panna Marie, aby vše, co započnu, mělo zdárný konec. Léta 1512“). U příležitosti pětistého výročí odlití jej během slavnostní mše dne 23. července 2012 požehnal arciděkan Pavel Procházka. Až do první světové války však viselo ve věži celkem pět zvonů. Druhý zvon z 16. století vážil přibližně 300 kilogramů a nesl obdobný nápis jako Maria. Třetí zvon vážící 75 kilogramů odlil roku 1733 Zacharias Dittrich z Prahy, rodák z nedalekých Mikulášovic. Když zvon v roce 1845 pukl, přelil jej o rok později Karl Bellmann z Prahy. Původně na zvonu stálo: „Zacharias Dittrich natus Nixdorfii ac Neo Pragae civis hocce opus effecit“ (česky „Zacharias Dittrich narozen v Mikulášovicích, občan Nového Města pražského dodal toto dílo“), po přelití: „Ad majorem Dei Gloriam“ (česky „K největší slávě Boží“). V roce 1906 zakoupil spolek Velikonočních jezdců čtvrtý zvon s nápisem „Alleluja Barbara“ a reliéfem Ježíše z dílny chomutovského zvonaře Richarda Herolda. Pátý nejmenší zvon sloužil jako sanktusový. Mladší zvony musely být odevzdány pro válečné účely během první světové války. Farnost začala roku 1919 jednat o odlití nových s Richardem Heroldem, nakonec však pořídila z veřejné sbírky roku 1922 čtyři nové zvony od Oktava Wintera z Broumova. Největší vážil téměř 1 400 kilogramů, nejmenší pak 217 kilogramů. Všechny čtyři zvony podlehly v roce 1942 rekvizicím.

## Fara

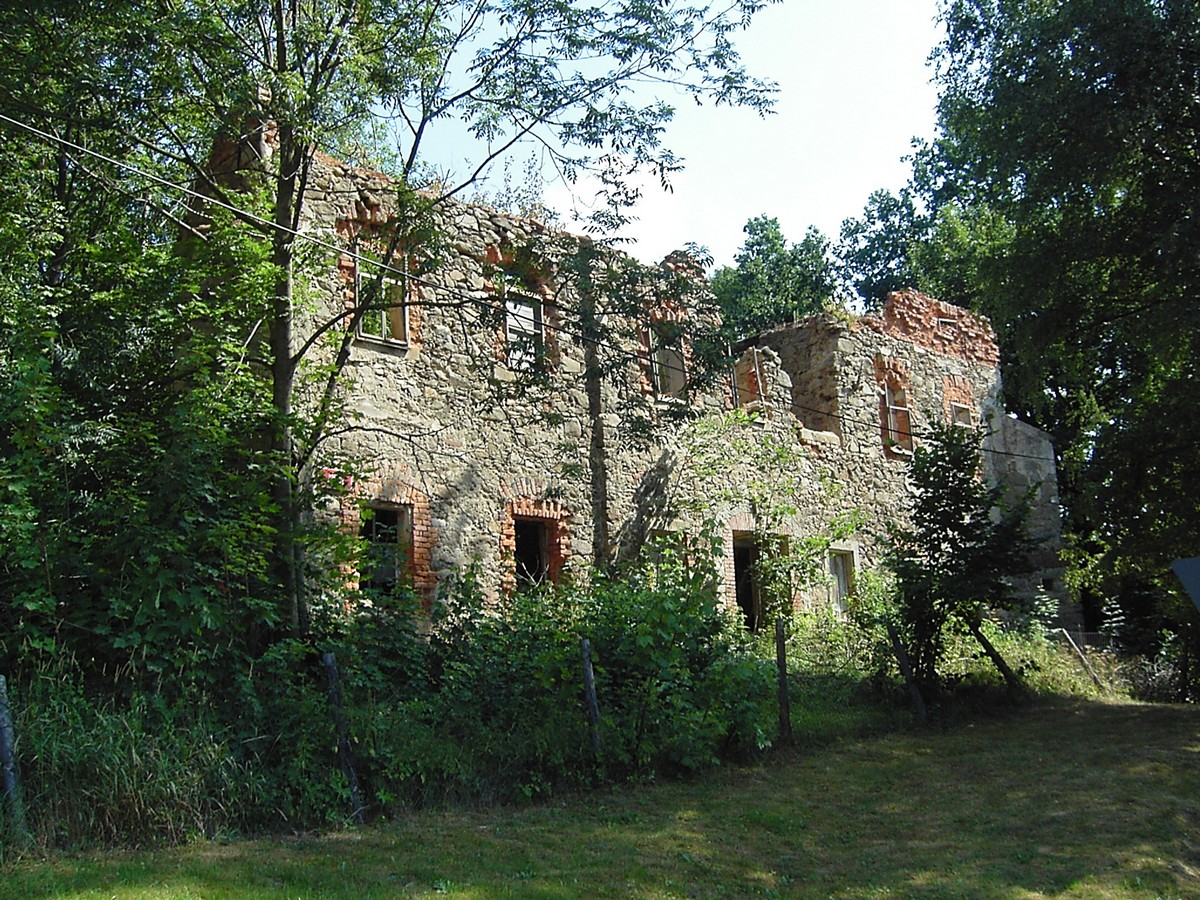
Torzo fary v roce 2006

Původní faru vyplenili a zničili vojáci během třicetileté války, faráři od té doby bydleli v takzvaném vrchnostenském domě. V letech 1717–1720 vyrostla přibližně 250 metrů jihozápadně od kostela nová fara. Postavil ji místní stavitel Zacharias Hoffmann (1678–1754). V pozdějších letech měla barokní budova problémy se statikou, nároží proto podepřely dostavěné opěráky. Po druhé světové válce se faře nedostalo potřebné péče. Její stavebně-technický stav se zhoršoval, až se roku 1989 propadla střecha. V troskách zůstalo vybavení fary, včetně cenných notových záznamů a dalších písemností. Zbytky obvodových zdí podlehly v roce 2009 demolici.

## Okolí kostela
Kolem kostela se rozprostírá původní hřbitov ohraničený kamennou zdí, který sloužil až do roku 1874. Dochovalo se zde torzo původní márnice, jež byla po zrušení hřbitova využívána jako pitevna, a několik kamenných náhrobků, znovu vztyčených během poslední rekonstrukce. Výrazný je hrob pruského královského plukovníka Eduarda svobodného pána Fragstein z Niemsdorfu, který v Lipové zemřel na choleru při návratu z prusko-rakouské války v roce 1866. U kostela byl pochován významný regionální stavitel Zacharias Hoffmann (1678–1754). Za hřbitovem roste památný strom lípa srdčitá, jejíž stáří se v roce 2011 odhadovalo na 250 let. Vpravo na prostranství před kostelem stojí památník obětem první světové války, zakončený kamenným křížem, nad nímž byla umístěna kovová holubice míru. Na návrší přibližně 200 metrů jihovýchodně se rozkládá obecní hřbitov se hřbitovní kaplí z roku 1875. Západně od kostela se nachází ruiny zámku se zámeckou kaplí svatého Kříže.

## Galerie

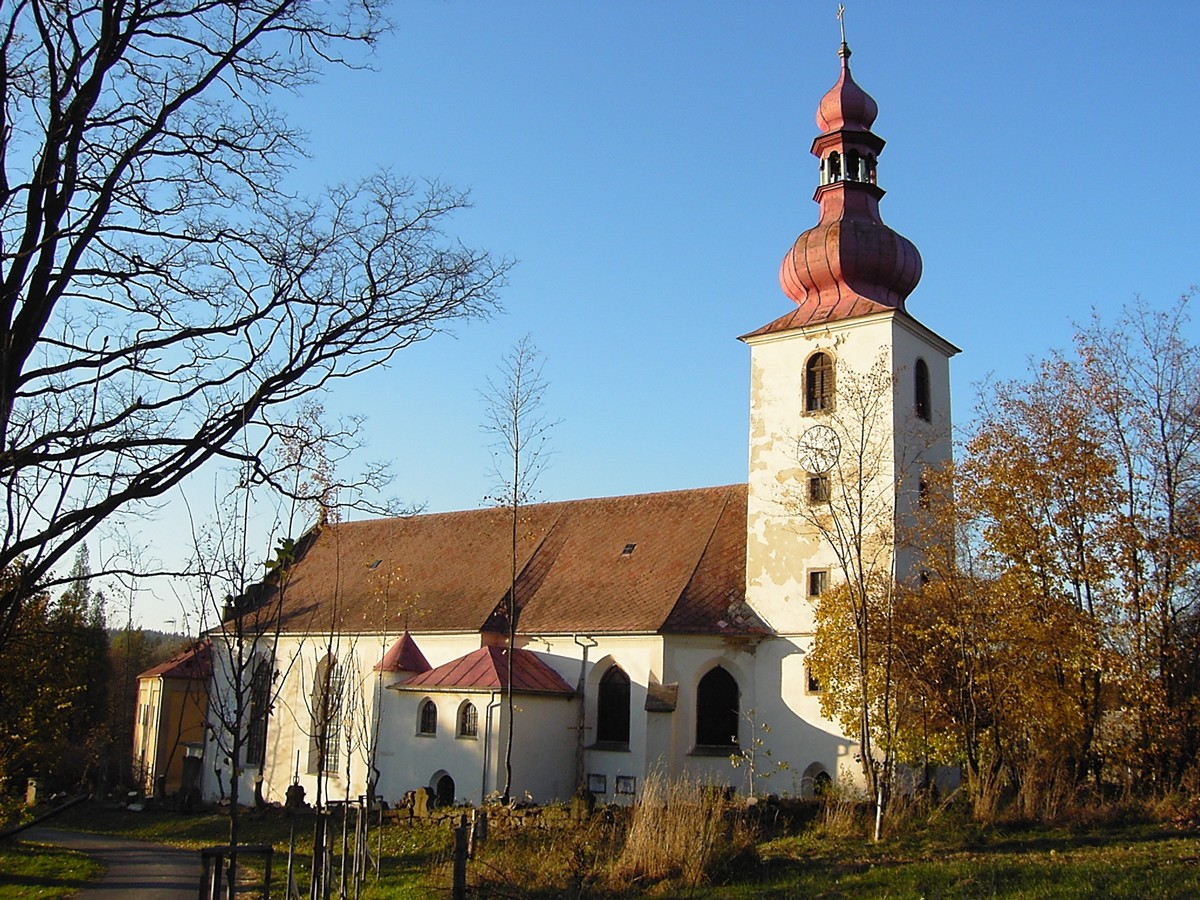
Kostel před rekonstrukcí (2005)
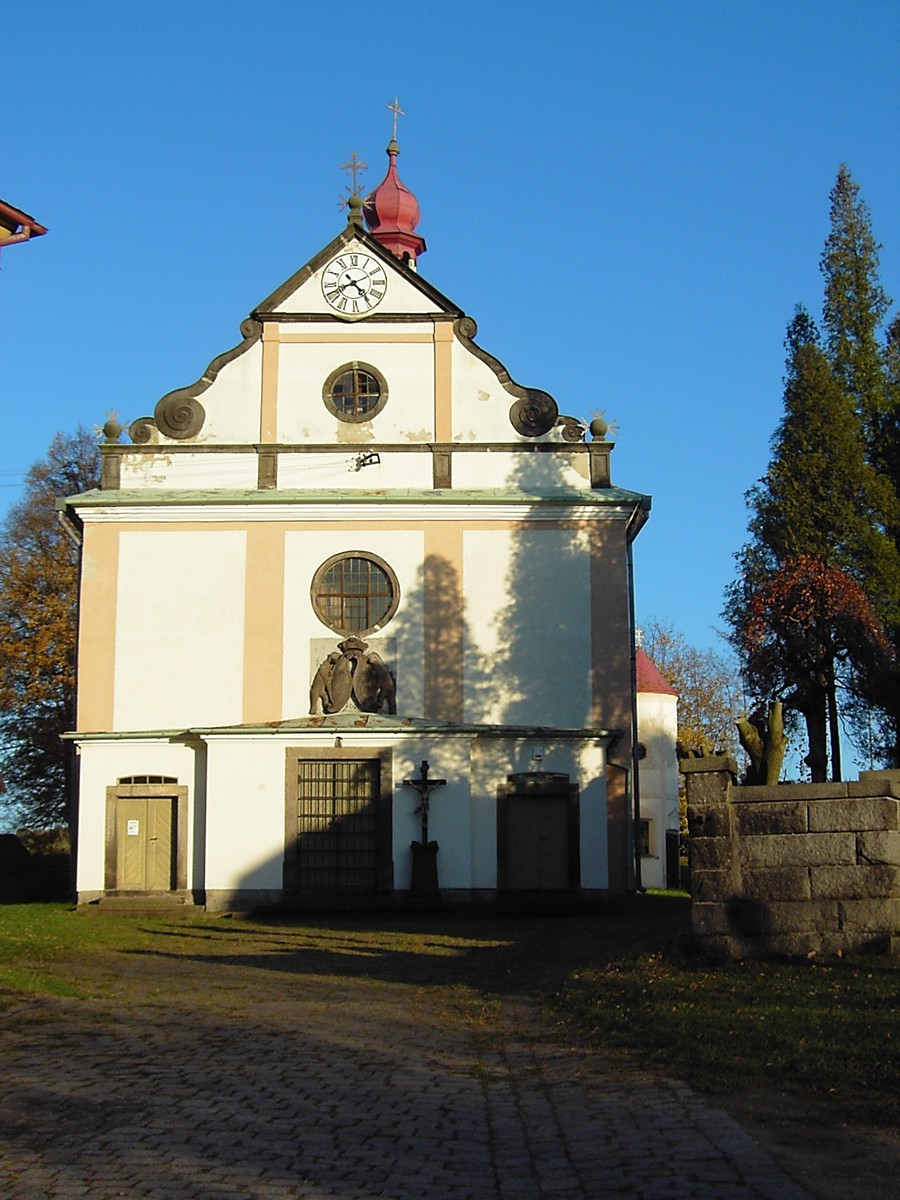
Kostel před rekonstrukcí, průčelí (2005)
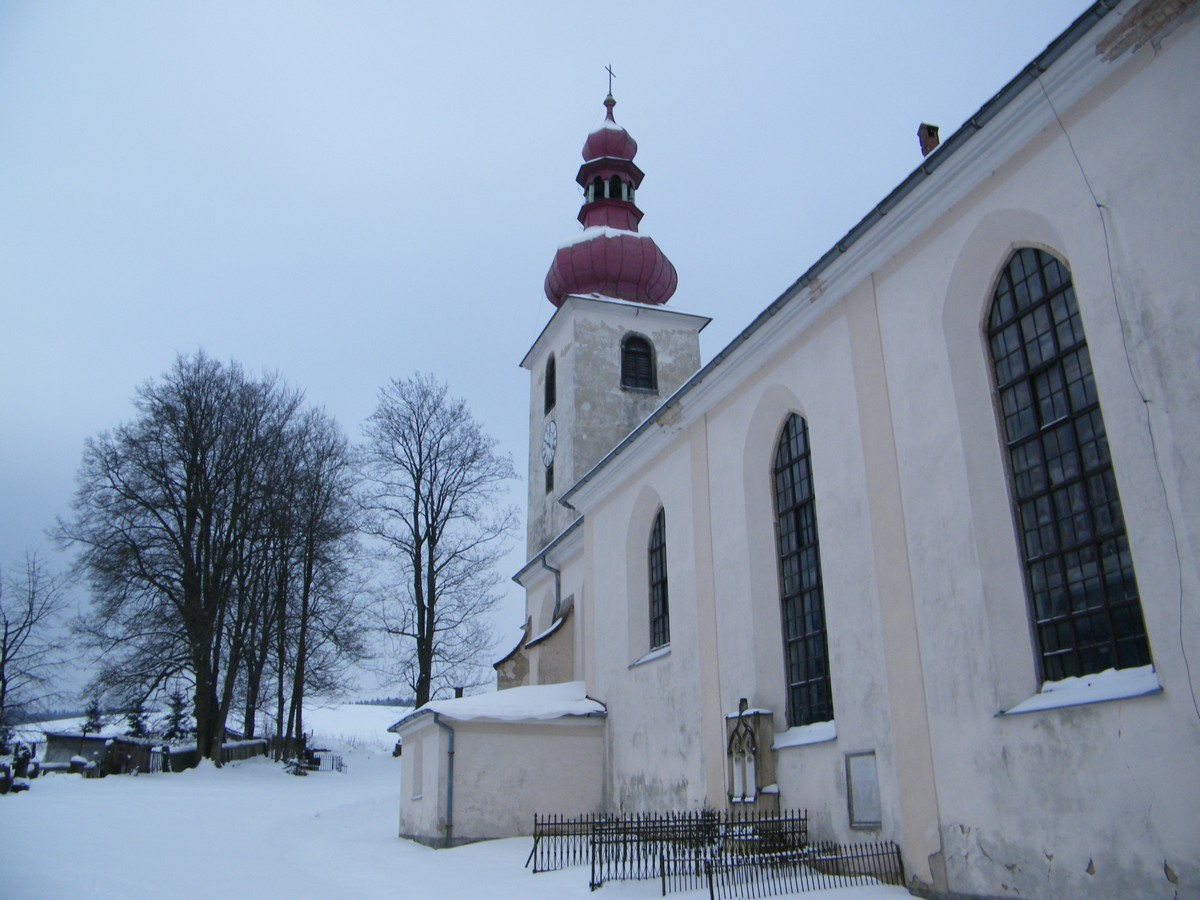
Kostel před rekonstrukcí, severní stěna (2010)
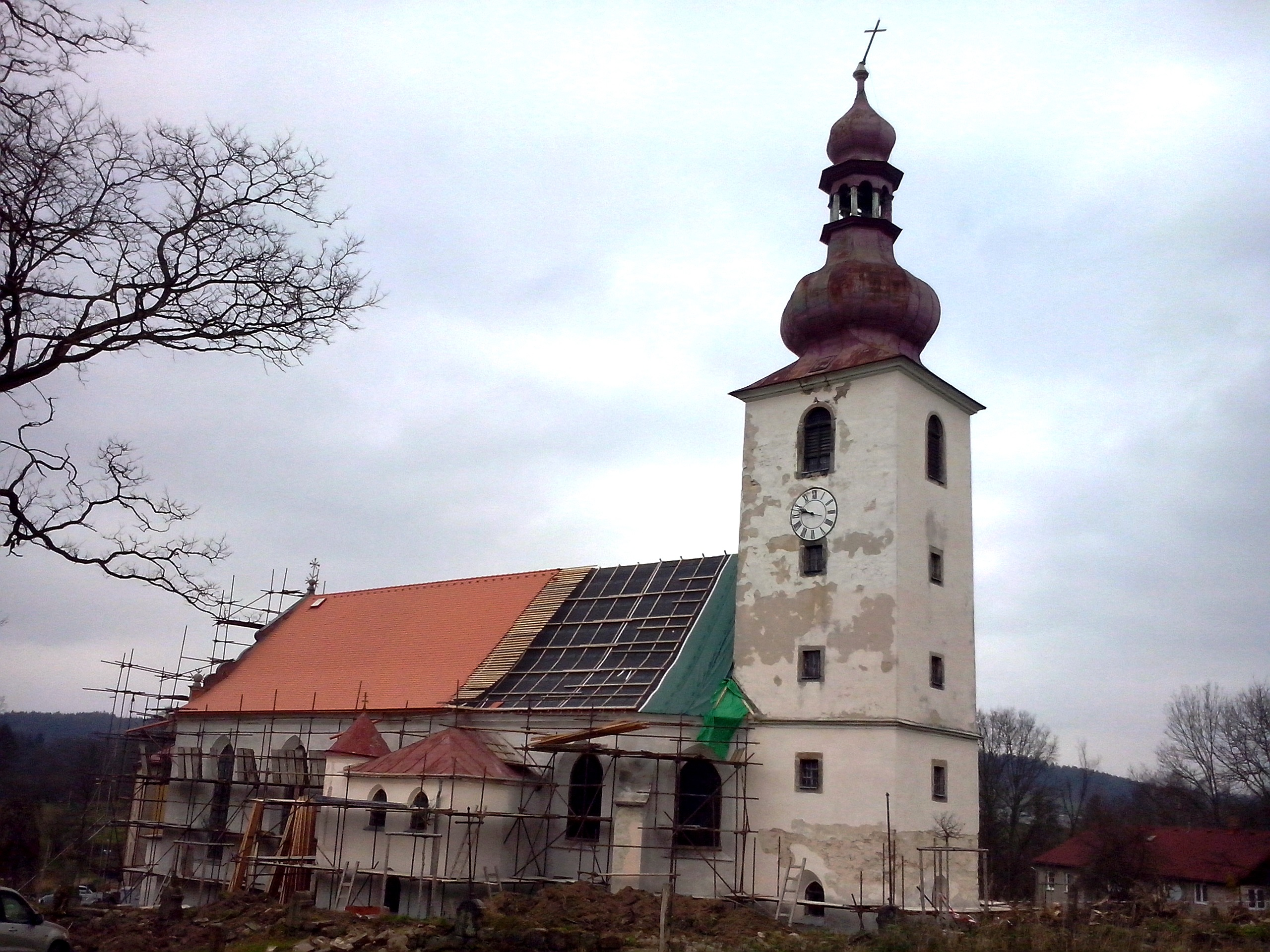
Kostel během rekonstrukce (2014)
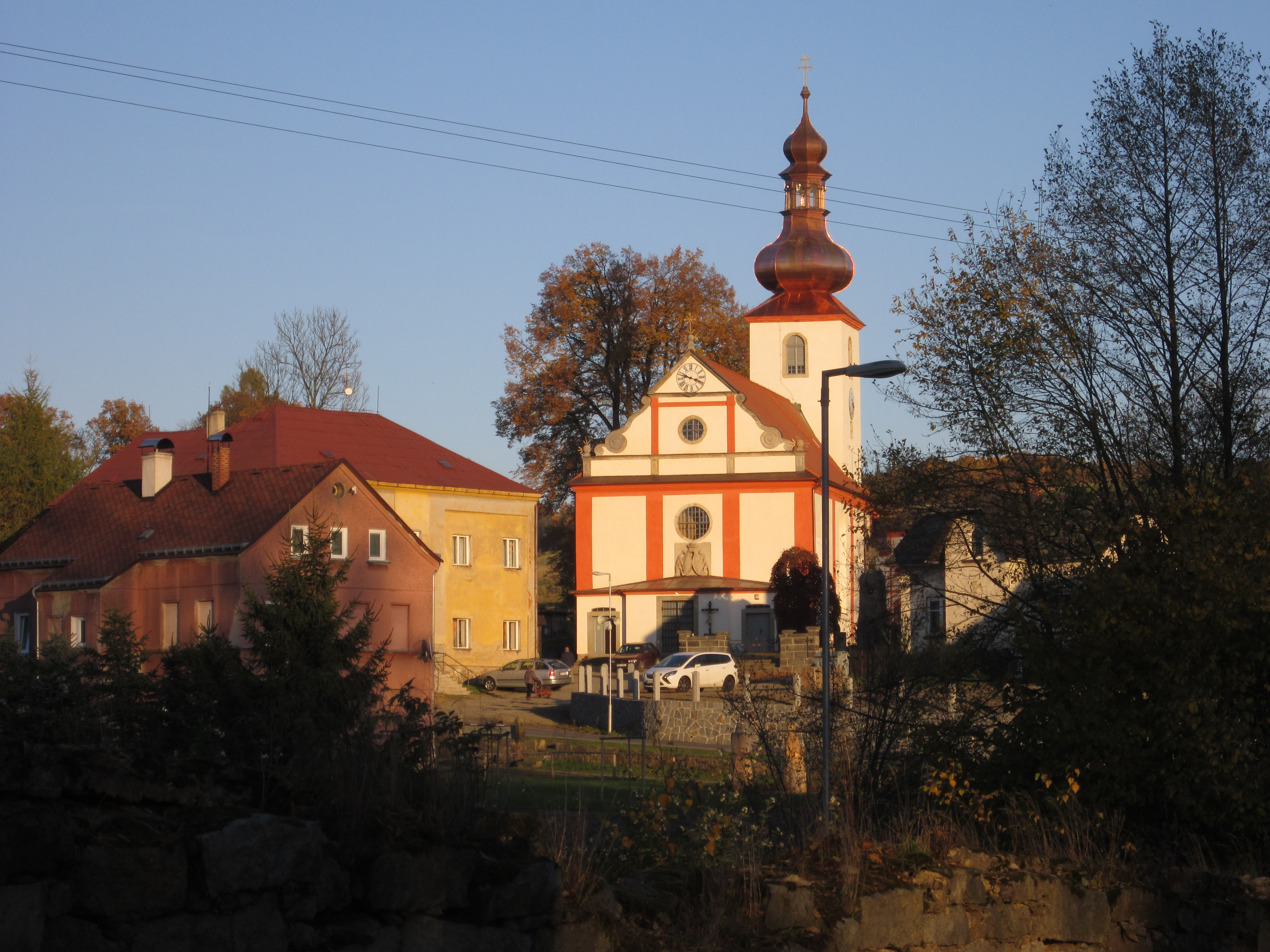
Kostel po rekonstrukci, pohled od západu (2015)
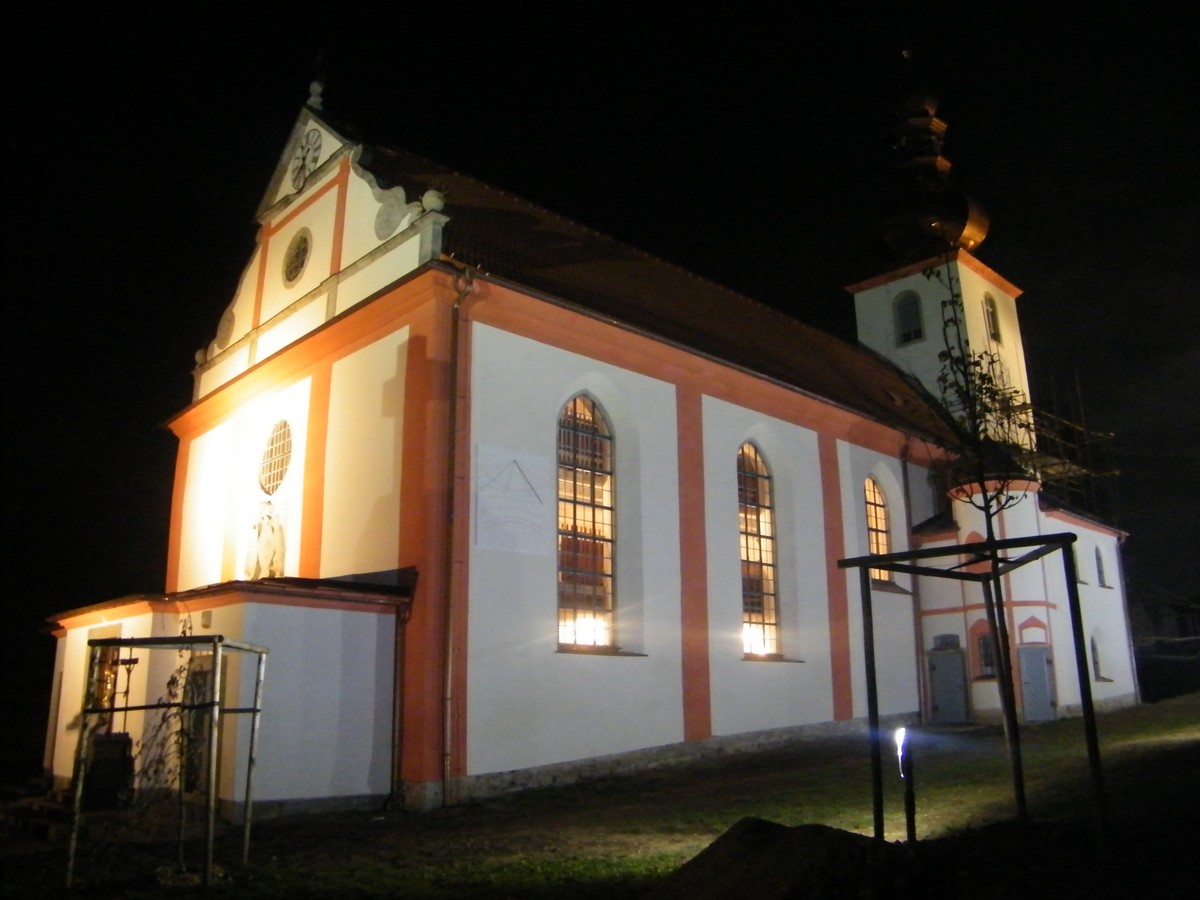
Kostel při slavnostním rozsvěcení (2015)
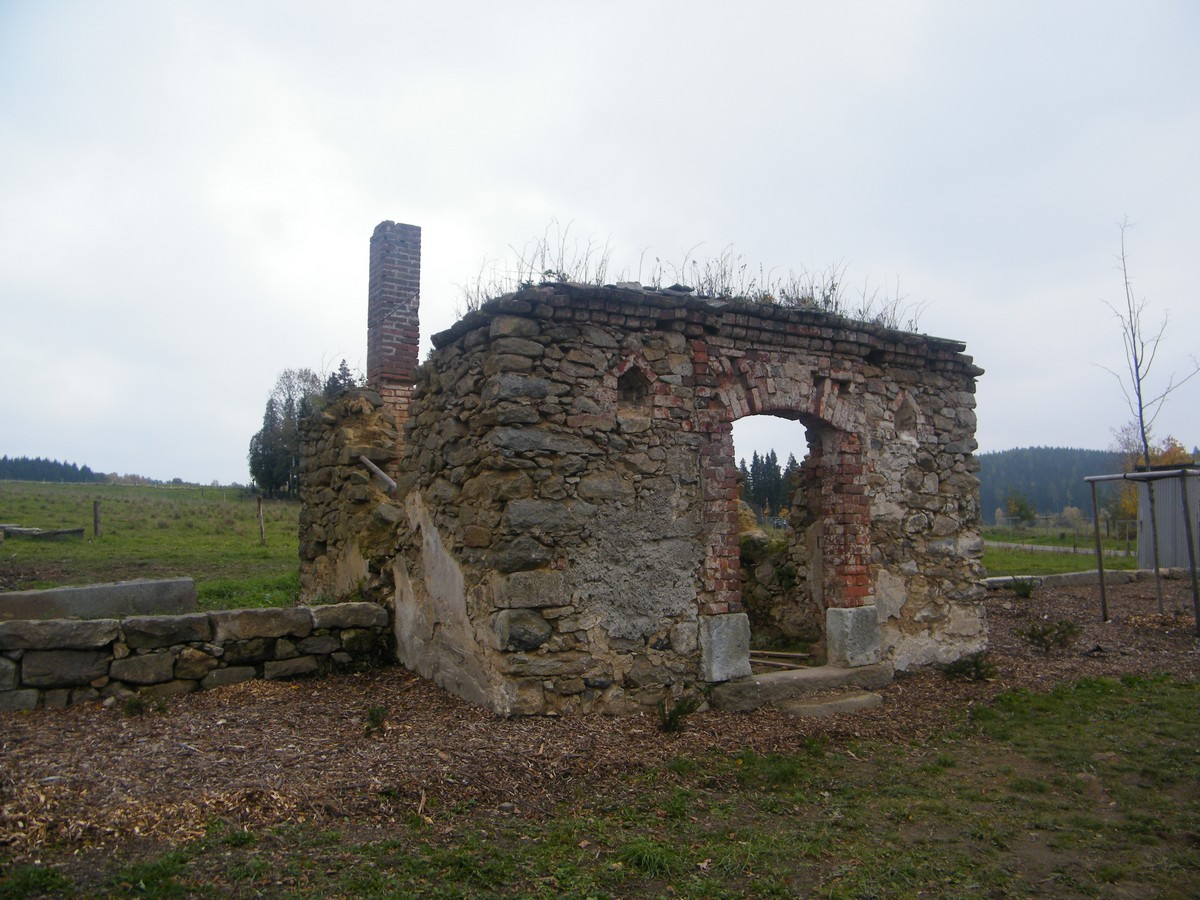
Márnice (2015)
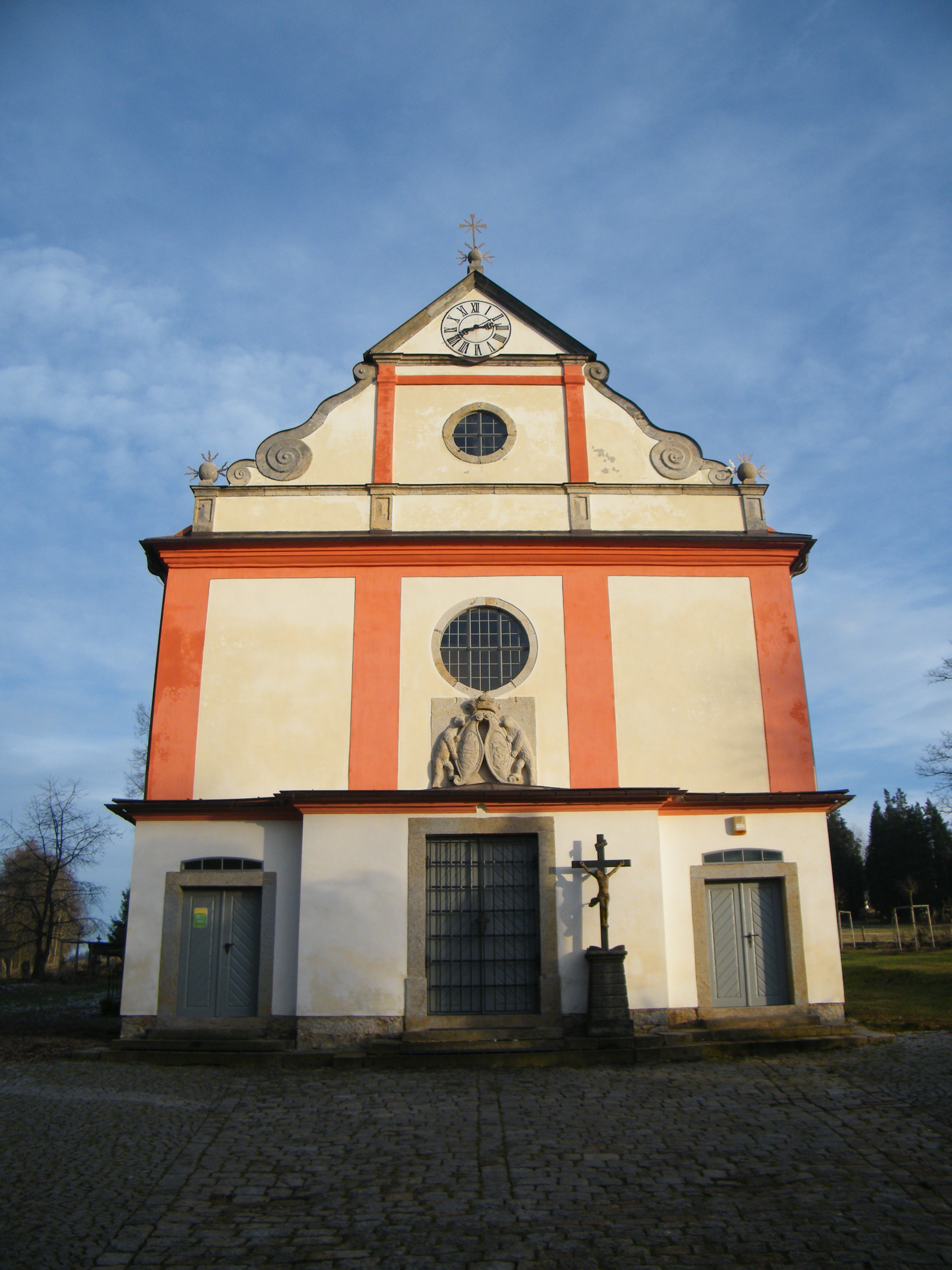
Kostel po rekonstrukci, průčelí (2016)
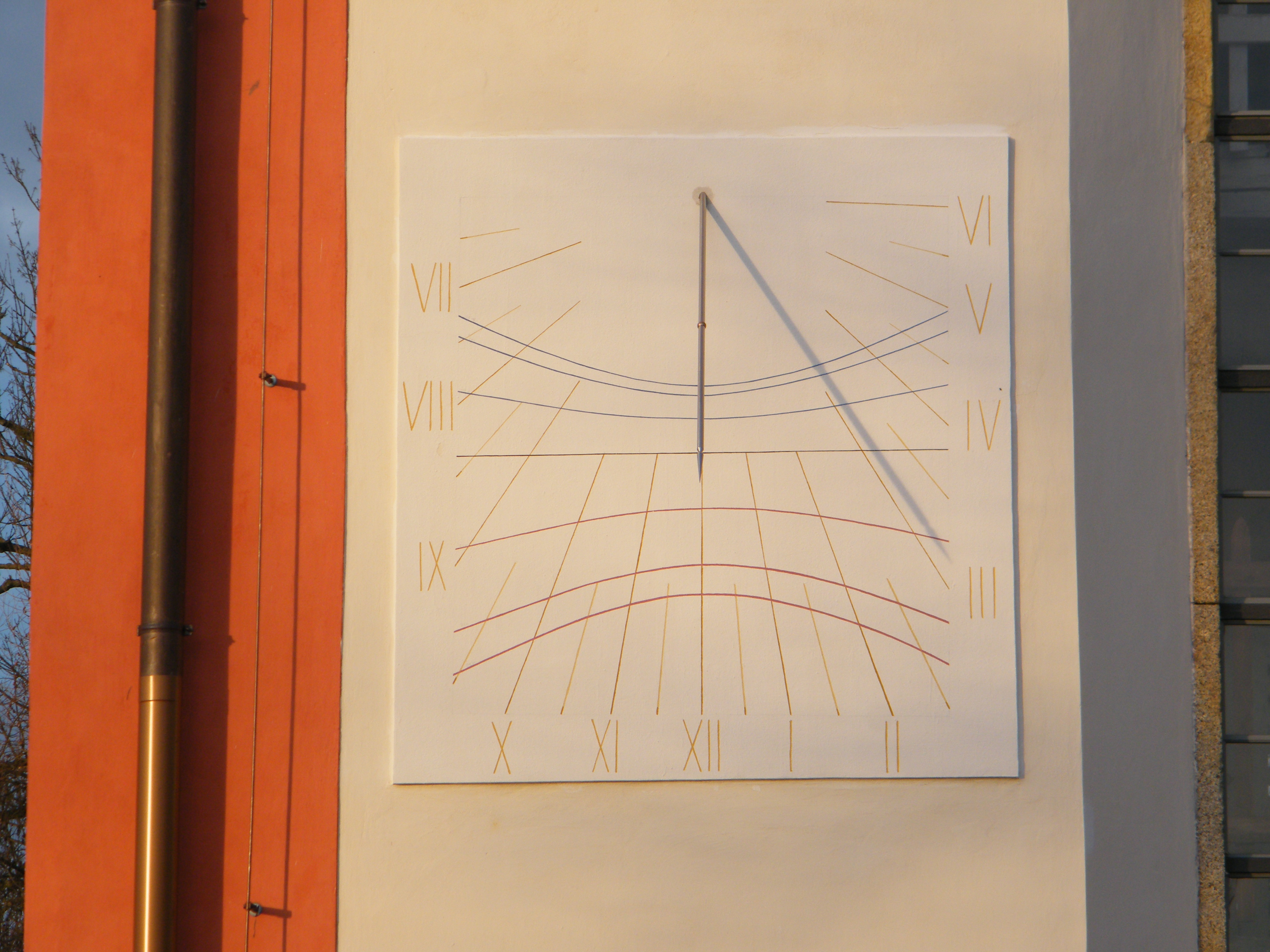
Sluneční hodiny (2016)
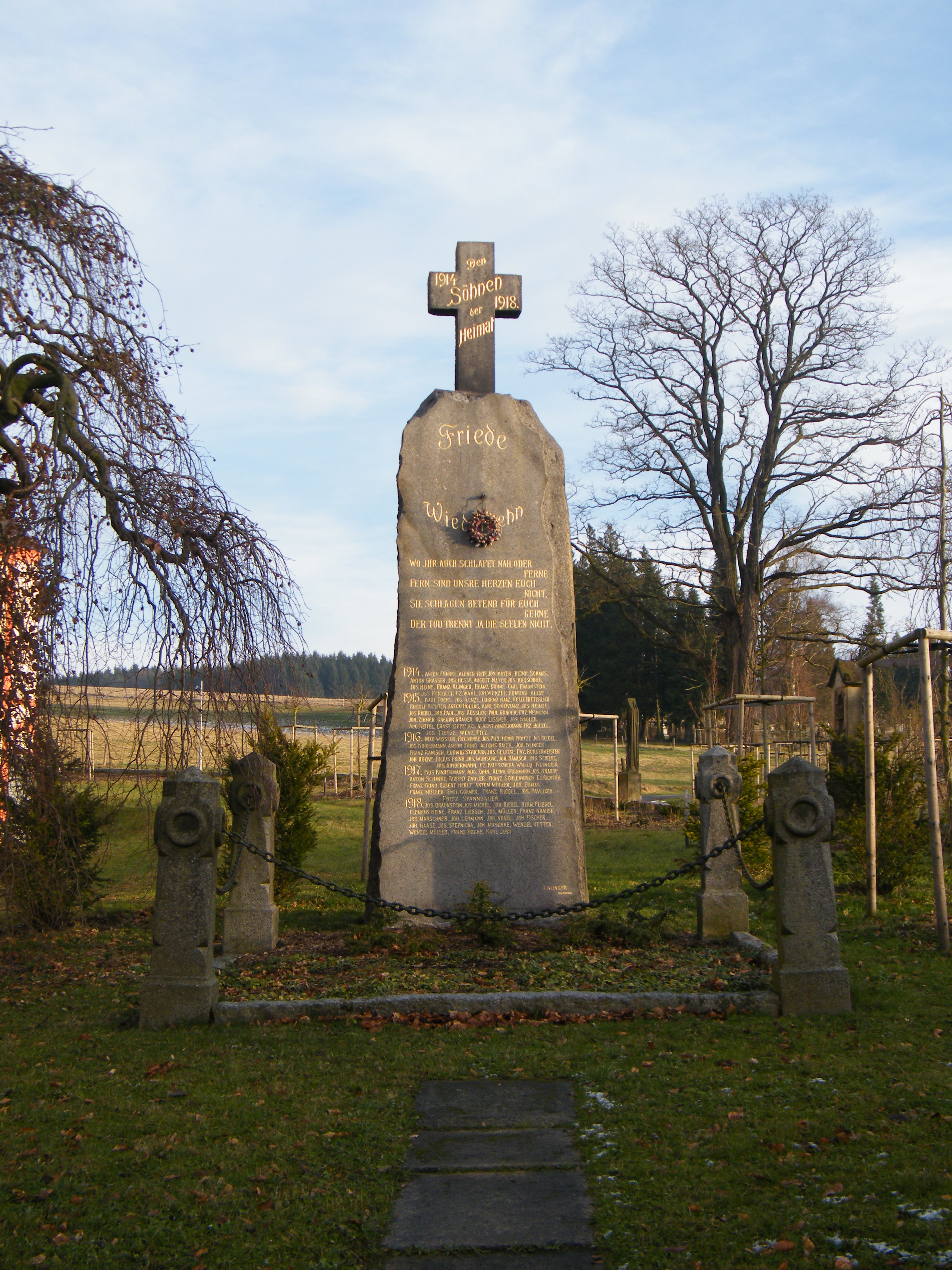
Památník obětem první světové války (2016)